# Vento di primavera (film 2010)
Vento di primavera (La rafle) è un film del 2010 diretto da Roselyne Bosch con Jean Reno e Mélanie Laurent. Il film racconta la retata del Velodromo d'Inverno (avvenuta a Parigi il 16 luglio 1942), nella quale ci fu un arresto di massa degli ebrei, effettuato dalla polizia francese, complice dei nazisti. Il titolo italiano si riferisce al nome dell'operazione di rastrellamento.

## Trama
Nella notte fra il 15 e il 16 luglio 1942, il destino degli ebrei subisce un repentino cambiamento in seguito ad un accordo tra i nazisti e le autorità francesi per l'arresto e la deportazione di 15.000 ebrei, accordo che porta al rastrellamento del Velodromo d'Inverno (Vélodrome d'Hiver). Il quartiere della Butte Montmartre non sfugge a questa sorte, anzi la famiglia di Joseph Weissmann, un bambino ebreo di dieci anni, ed i loro vicini vengono arrestati dopo aver provato a fuggire in diversi modi.
Dopo due giorni, gli ebrei vengono portati in un campo di transito a Beaune-la-Rolande nel dipartimento della Loira. Affamati e deboli, gli ebrei affrontano condizioni durissime. L'infermiera Annette dimostra un grande coraggio perché cerca di denunciare le condizioni degli ebrei (segue per esempio la dieta dei prigionieri) e dopo qualche giorno si presenta debole e stanca dal prefetto a cui aveva più volte reso nota la situazione attraverso le sue lettere che erano rimaste tutte senza risposta. Pochi giorni dopo, i genitori ed i bambini più grandi vengono deportati nel campo di sterminio di Auschwitz; solo i più giovani rimangono con la speranza di un loro ritorno che non si verificherà. Annette deve raddoppiare gli sforzi, nonostante la fatica, per prendersi cura di loro.

## Personaggi
- Un'infermiera, inviata al Vélodrome d'Hiver, capisce la drammatica situazione della popolazione ebraica catturata nella retata; in seguito, accetta di seguire i deportati al campo di Loiret. Il personaggio è tratto dalle interviste di Annette Monod, l'infermiera che decise di seguire gli internati fino ai campi di concentramento.
- Il personaggio del piccolo Nono Zygler fu inventato grazie al racconto di Annette Monod, che raccontò del suo protetto, un bambino di tre anni di nome Jacquot, di cui non si ebbero più notizie dopo la liberazione. Il piccolo Nono pronuncia alcune frasi di Jacquot, che la sua protettrice non ha dimenticato.
- Joseph Weismann è il bambino che riesce a scappare dal campo, subito prima del trasporto al campo di sterminio. Joseph Weismann è uno dei superstiti che Roselyne Bosch è riuscita a contattare nella fase di documentazione che ha preceduto le riprese. La regista, dopo aver visto un'intervista a Weismann, ha spedito una lettera al suo indirizzo del 1940, sperando in una sua risposta o in quella di un membro della sua famiglia, che sorprendentemente è arrivata qualche giorno più tardi. Il superstite le raccontò alcuni particolari della vicenda, anche se con molta difficoltà a causa del dolore che provava.
- David Sheinbaum, il medico ebreo a cui erano affidate le cure di tutti gli internati. Questo personaggio fu inventato grazie a frammenti di vita di vari medici di cui la regista venne a conoscenza durante le sue ricerche.

## Regia
La regista Rose Bosch ha deciso di creare un film sul rastrellamento del Vel' d'Hiv dato che la famiglia del marito, di origine ebraica, aveva vissuto a Montmartre vicino alla famiglia di Weismann (il bambino protagonista del film). Inoltre, suo padre fu detenuto in uno dei campi di internamento di Francisco Franco.
La fase di documentazione che ha permesso di portare sullo schermo la retata del Vélodrome d'Hiver ha occupato un lungo periodo di intenso lavoro, in cui la Bosch ha visionato materiale video, trasmissioni radiofoniche e libri e archivi. La ricerca è durata circa tre anni, tra le 7 e le 9 ore al giorno, cinque giorni a settimana.

## Film collegati
Vento di primavera appartiene al filone dei film francesi che rivisitano in chiave fortemente autocritica il ruolo di diverse autorità di quel Paese durante l'occupazione nazista tra il 1940 ed il 1944 e la loro attiva complicità nella persecuzione degli Ebrei. Nel 2002 era uscito Monsieur Batignole, che ha affrontato l'argomento più con un amaro tono da commedia. Nello stesso anno 2010 esce sulla stessa tematica La chiave di Sara.

## Inesattezze storiche
Nel film, la madre e la sorella di Jo Weismann e Anna Traube sono state catturate, ma nella realtà riescono anche loro a scappare, unendosi al padre a Limoges.

## Distribuzione
In Francia è uscito il 10 marzo 2010 raccogliendo circa 2.800.000 spettatori.
Il film è uscito nelle sale cinematografiche italiane il 27 gennaio 2011, in occasione della Giornata della Memoria.

## Edizione home video
Il DVD uscì in Francia il 7 settembre 2010. Il film è disponibile anche in blu-ray.